# スピネル
スピネル（英: spinel）は、鉱物（酸化鉱物）の一種。尖晶石（）ともいう。化学組成は MgAl2O4、結晶系は等軸晶系。スピネルグループの鉱物。語源はラテン語で「棘」を意味する spina である。

## 産出地
産地としては、ミャンマー、スリランカ、ナイジェリアが原産地である。
石灰岩、片麻岩、蛇紋岩、かんらん岩中に存在する。

## 性質・特徴
無色または半透明で、赤色系（赤〜ピンク、蛍光ピンク）、青色系（紺〜水色）、紫色系（濃紫〜ラベンダー）緑色、オレンジ色、褐色、黒色などがある。八面体の結晶として産出する。
黄色は天然での産出がない。
赤およびピンクは、少量のクロムが原因で発色する。 クロム含有量が高ければ高いほど、赤の色相が強くなる。オレンジおよびパープルは、鉄とクロムの混合物が原因となる。紫から青のスピネルは、微量の鉄を含むことで発色し、コバルトスピネルと呼ばれる鮮やかな青は、少量のコバルトを含む。
ミャンマー産のレッドスピネルのよい色のものは秀逸であるが、価格が非常に高い。それ以外にも、青色、ラベンダー色、ピンク、そしてそれらの中間色のものがよく産出される。青色のものはしばしば鉄分を含み、ややくすんだ青になる。
スリランカ産では、レッドスピネルは少ないが、その代わりピンクのきれいなものが良くとれる。
それ以外の産地として有名なのは中央アジアのピンクスピネルであり、これは大変希少である。マダガスカルからも少量産出することが知られている。
ナイジェリア産としては「ブルーガーナイト（産地：ナイジェリア/カドゥーナ/カゴロ）」と呼ばれる青色のものが採れる（亜鉛を含むものをガーノスピネルその中でも主成分が亜鉛の場合はガーナイトと呼ばれる）。亜鉛とコバルトを含むスピネルをコバルトガーナイトという。

## 特殊効果
キャッツアイ効果、カラーチェンジ、スター効果がある。すべてスリランカのものが有名である。ただし、キャッツアイにせよ、スター（4-rays、6-raysの両方がある）にせよ、ほとんどの石は、地色がチョコレート色なので、コレクターアイテム以上の使い道は期待できない。カラーチェンジについては、コバルトを含有したもののなかで、美しいブルーからピンクに鮮やかに変色するものがまれにある。ただ、これもコバルトスピネルが希少なものであり、その上、カラーチェンジがあるからといって、価格があがるということはないと思われる。

## 用途・加工法

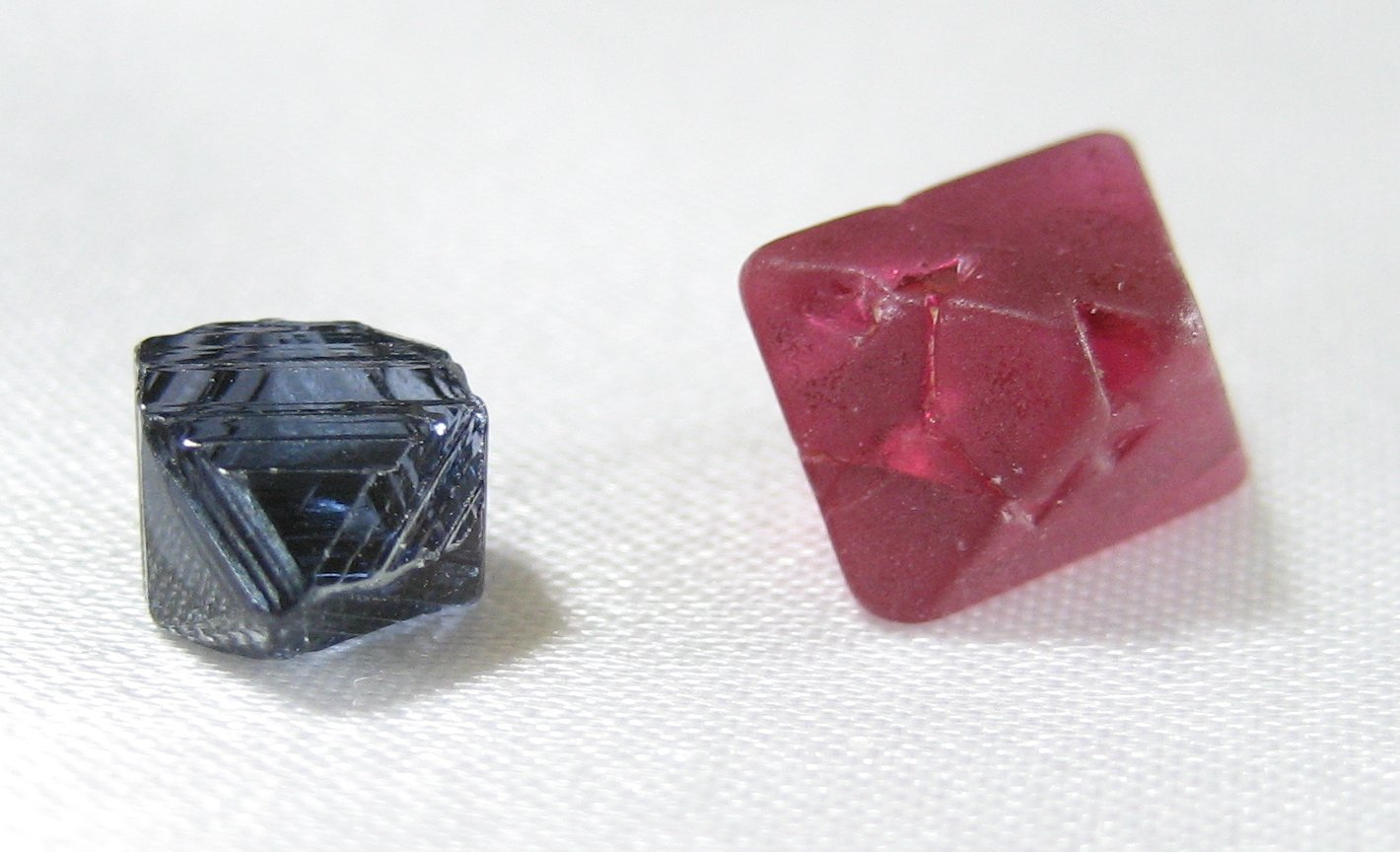
スピネル

宝石として加工される。

## 歴史
長い間、ルビーとレッドスピネルは混同されていた。
イギリス王室の戴冠式用の王冠に飾られている「黒太子のルビー」は、ルビーではなくレッドスピネルである。かつては古い産地であるアフガニスタンの地名をとって「バラス・ルビー」と呼ばれていた。産地が極めて限定されており、しかも、産出量はそう多くないので、実際は稀少な石なのであるが、このような歴史的経緯から、「ルビーと紛らわしい石」と云ったレッテルを貼られ、人気や知名度も常にルビーの後ろに位置するので、それほど高価にはならない。
1783年、鉱物学者 Jean-Baptiste Louis de ROMÉ de L’ISLE（ジャン バティスト·ルイ·ド ロメ·ド リル）はスピネルをルビーとは別の鉱物として鑑別した。
かつては、無色の石がマグラックスと云った商標でダイヤモンド類似石に用いられていた。
現在では、ベルヌーイ法、フラックス法による合成品が製造されている。黄色は、この合成石でのみ存在する。

## スピネル型結晶構造

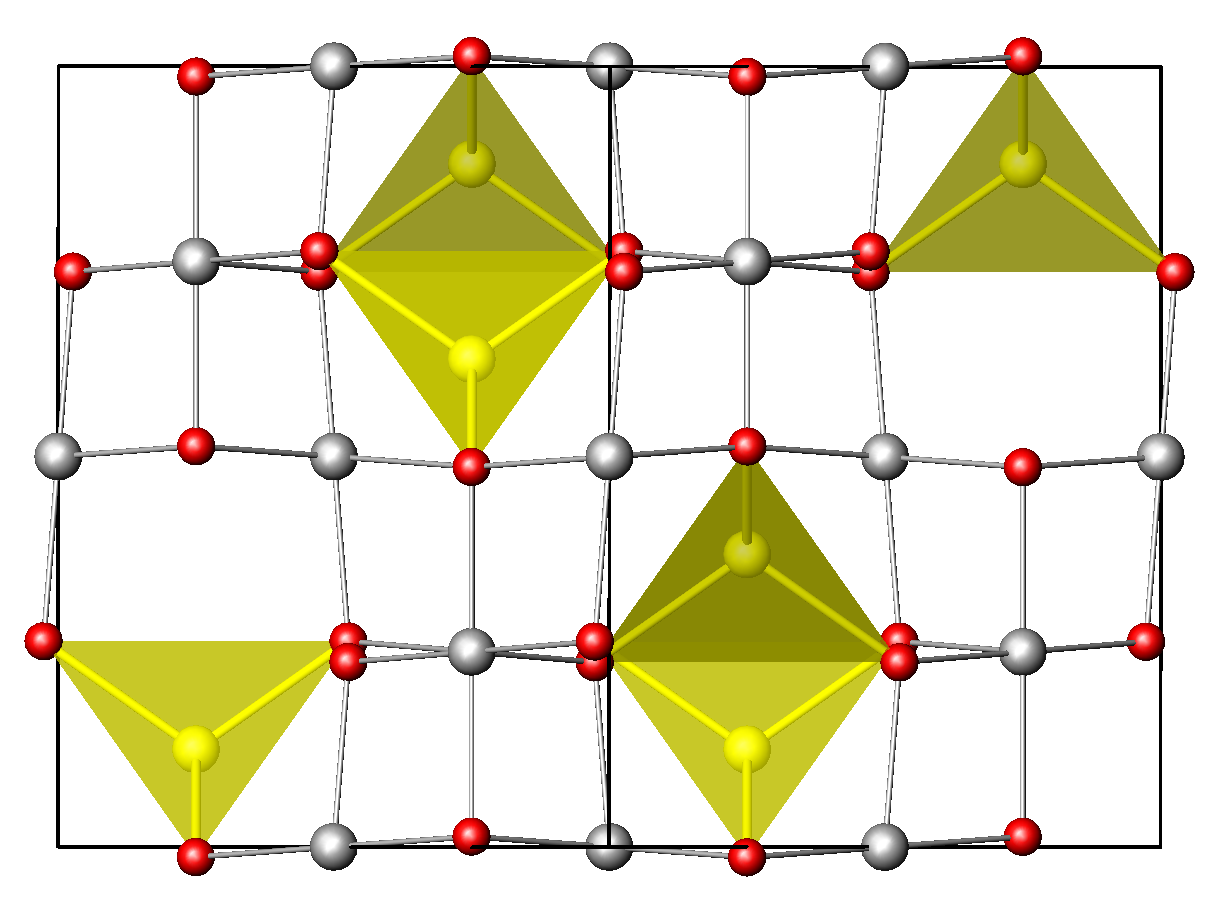
スピネル型結晶構造

スピネル型結晶構造をとる化合物には、電子材料として重要なものが多い。
- フェライト - AFe2O4、AはMn、Ni、Cu、Zn等
- NTCサーミスタ - Ni、Mn、Co、Feなどからなる複合酸化物
- マンガン酸リチウム - LiMn2O4、リチウムイオン二次電池の正極材料

## スピネルグループ
現在ではスピネルスーパーグループのオキシスピネルグループ・スピネルサブグループに位置付けられる。
- スピネル (spinel) - {\displaystyle {\ce {MgAl2O4}}}
- キュプロスピネル（Cuprospinel）{\displaystyle {\ce {CuFe2O4}}}
- 鉄スピネル (hercynite) - {\displaystyle {\ce {FeAl2O4}}}
- 亜鉛スピネル (gahnite) - {\displaystyle {\ce {ZnAl2O4}}}
- マンガン尖晶石 (galaxite) - {\displaystyle {\ce {MnAl2O4}}}
- 磁鉄鉱 (magnetite) - {\displaystyle {\ce {FeFe^{3+}{}_2O4}}}
- 磁苦土鉄鉱 (magnesioferrite) - {\displaystyle {\ce {MgFe^{3+}{}_2O4}}}
- ヤコブス鉱 (jacobsite) - {\displaystyle {\ce {MnFe^{3+}{}_2O4}}}
- クロム鉄鉱 (chromite) - {\displaystyle {\ce {FeCr2O4}}}
- クロム苦土鉱 (magnesiochromite) - {\displaystyle {\ce {MgCr2O4}}}